# Елзендорф
Елзендорф (њем. Elsendorf) општина је у њемачкој савезној држави Баварска. Једно је од 24 општинска средишта округа Келхајм. Према процјени из 2010. у општини је живјело 2.085 становника. Посједује регионалну шифру (AGS) 9273163.

## Географски и демографски подаци
Елзендорф се налази у савезној држави Баварска у округу Келхајм. Општина се налази на надморској висини од 397-490 метара. Површина општине износи 32,7 km². У самом мјесту је, према процјени из 2010. године, живјело 2.085 становника. Просјечна густина становништва износи 64 становника/km².